# Індра (селище)
Індра́ (рос. Индра) — селище у складі Тавдинського міського округу Свердловської області.
Населення — 2 особи (2010, 7 у 2002).
Національний склад населення станом на 2002 рік: росіяни — 100 %.